# بحيرة الجادرية
بحيرة الجادرية (بحيرة صدام سابقًا)، من البحيرات الاصطناعية التي تقع في قلب بغداد عاصمة العراق، في موقع حيوي في منطقة الجادرية على ضفاف نهر دجلة ما بين جامعة بغداد وجامعة النهرين. تبلغ مساحة البحيرة ما يعادل خمسمائة وثمانين ألف متر مربع، أي على مساحة مائتين وسبعين دونماً، ومن المدن القريبة التي تحيط بها هي: محافظة بغداد المركز، ومحافظة كربلاء، والمدائن سلمان باك.

## مراحل إنشاء بحيرة الجادرية السياحية
أقيمَتْ بحيرة الجادرية على أرضٍ زراعيّة، حيث كانت مزرعةً كبيرة يزرع فيها الفلاحون مختلفَ أنواع الخضروات بعد أن استملكوها، ثمّ ما كان على الحكومة إلا استرداد هذه الأرض المملوكة للدولة من أيدي الفلاحين، ففي عام 2000 تمت أعمال الحفر في هذه الأراضي، ثمّ تم الانتهاء منها وافتتاحها أواخر عام 2002، وسرعان ما تعرض العراق إلى الغزو الأمريكي، حيث أدى ذلك إلى تعرض مياه البحيرة إلى الجفاف؛ نتيجة أعمال التخريب وإهمال الحكومة التي كانت منشغلة بأزمتها السياسية والأمنية. وفي عام 2008 تم إعادة تأهليها وإصلاحها من جديد لتعود لتستقبل الزائرين لها، ولكن هذا الحال لم يدم طويلاً؛ بسبب الإهمال الذي طالها مرة أخرى، ولإنقاذ الوضع آنذاك تم طرحها من قبل وزارة السياحة إلى الاستثمار وكان ذلك في عام 2015، حيث سيتم إنجاز الإصلاح على خمس مراحل لمدة خمس سنوات، حيث سيتم بناء مدينة الألعاب التي تضم ثماني وعشرين لعبة، منها ما هو مخصص للكبار، وآخر للصغار، وتخصيص مدينة مائية للنساء، وأخرى مختلطة، وسيتم تجهيزها بكافة الخدمات مراعاةً لمساحتها الكبيرة التي تعدّ أكبر مدينة مائية في الوطن العربي.

## أهمية البحيرة
تعتبر البحيرة من الأماكن الترفيهية والحيوية في بغداد في حين كانت تتنافس كافة الأماكن الترفيهية في العراق، وجاءت تصميم هذه المنطقة السياحية على شكل بيضوي تتوسطه البحيرة، وتتوزع حوله المطاعم، ومقاعد الجلوس، والمدينة الترفيهة للأطفال، ولهذا، كان لا بدّ من زيارة هذه البحيرة عند زيارة بغداد للقادمين من خارجها.